# ویلاسانتار
ویلاسانتار (به اسپانیایی: Vilasantar) یکی از دهستان‌های اسپانیا است.

## خصوصیات
ویلاسانتار ۵۹٫۳۶ کیلومترمربع مساحت و ۱٬۵۷۴ نفر جمعیت دارد.